# Thyrane
Thyrane – fiński zespół wykonujący black metal, założony w 1994 roku i rozwiązany w maju 2006 roku.

## Dyskografia
- Black Harmony - MCD (1998)
- Symphonies of Infernality - CD (1999)
- Black Harmony/The Dead Beginners - Split CD (2000)
- The Spirit of Rebellion - CD (2000)
- Hypnotic - CD (2003)
- Travesty of Heavenly Essence - CD (2005)